# 杉村七太郎
杉村 七太郎（すぎむら しちたろう、1879年（明治12年）12月19日 - 1960年（昭和35年）11月25日）は、日本の医学者。専門は、外科学・泌尿器科学。東北帝国大学第一外科初代教授。東北帝国大学名誉教授。

## 経歴・人物
1879年（明治12年）、静岡県磐田郡池田村に生まれる。同村尋常小学校、見附町高等小学校、静岡県立静岡中学校、第二高等学校第3部を経て、東京帝国大学医科大学、さらに同大学院に進学。佐藤三吉の下で外科学を専攻。当時新設予定の新潟医学専門学校の外科教授として外科総論及び泌尿器外科を担当することが内定したため、1908年（明治41年）、皮膚科泌尿器科、土肥慶蔵の指導も受けた。ドイツに留学し外科学を研鑽。1912年（明治45年）、新潟医学専門学校皮膚泌尿器科学教授。1914年（大正3年）、医学博士の学位取得。1916年（大正5年）、東北帝国大学外科教授。泌尿器科領域の外科を中心に広く一般外科学を指導。腎結核の外科治療を中心とした優れた業績が多い。1941年（昭和16年）退官、名誉教授。その後秋田女子医専校長、秋田県立病院長、東北労災病院長など歴任。
東北大学医学部の歩みの中で最も厳しい指導者ともされるが、後進の指導と研究に真摯に取り組む重厚な教室の気質の基盤を築いた。

## 親族
- 父・杉村七重郞 ‐ 静岡県人[4]
- 妻　きむ ‐ 岡田良一郎の娘。兄に岡田良平、一木喜徳郎。[4]
- 長女・郁子 ‐ 入婿に杉村章三郎（一木喜徳郎の三男）。三輪田高等女学校出身。[4]
- 弟・杉村正 ‐ 法学士、盛岡税務署長。岳父に福川忠平。[4]
- 妹・てる ‐ 二俣町町長・田代英作の妻[4]
- 妹・ふみ ‐ 三菱銀行員・杉山麟一郞の妻[4]
- 弟・市川格之助 ‐ 医師[4]

## 脚註
1. 1 2 3  臨床泌尿器科 22巻8号（1968年8月）
2. ↑  『静中・静高同窓会会員名簿』平成15年度（125周年）版 44頁。
3. 1 2 3 4  東北大学病院 肝胆膵外科・胃腸外科 教室案内
4. 1 2 3 4 5 6 7  杉村七太郎『人事興信録』第8版、昭和3(1928)年